# CF Pachuca
Pachuca Club de Fútbol, eller oftast CF Pachuca, är en fotbollsklubb från Pachuca i Mexiko. Klubben grundades 1901. Klubben spelar på Estadio Hidalgo, som tar 30 000 åskådare. Klubben är en av grundarna till den mexikanska högstaligan i fotboll, Liga MX, och har vunnit den sju gånger - den första gången 1999. Klubben vann dessutom Copa Sudamericana 2006 och har vunnit Concacaf Champions League fem gånger, den första 2002. 